# Iris calabra
Iris calabra är en irisväxtart som först beskrevs av Nicola Terracciano, och fick sitt nu gällande namn av Lorenzo Peruzzi. Iris calabra ingår i släktet irisar, och familjen irisväxter. Inga underarter finns listade i Catalogue of Life.